# Lochscheibe
Eine Lochscheibe ist eine Scheibe mit mindestens einem oder mehreren Durchbrüchen, die verschieden angeordnet und verschieden geformt sein können (zum Beispiel kreisrund, nierenförmige oder Langlöcher).

## Anwendungsgebiete

### Konzentrische Lochscheiben
Lochscheiben mit einer einzigen konzentrischen Bohrung werden zum Beispiel für folgende Zwecke eingesetzt:
- Flachdichtungen
- Lochblenden
- Messblenden
- Unterlegscheiben

Konzentrische Lochscheiben
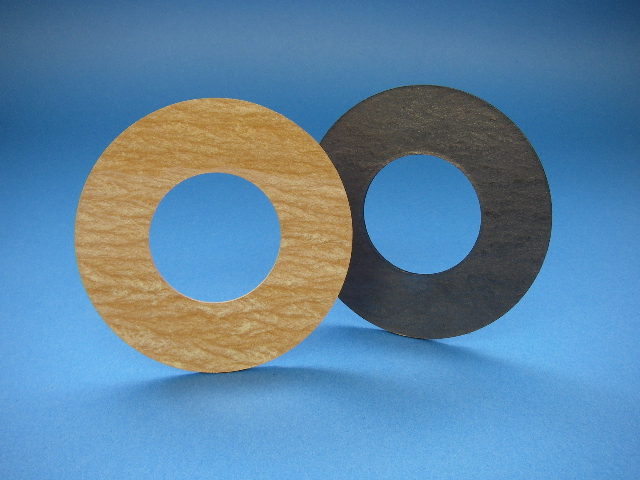
Zwei Flachdichtungen aus Glasfasern
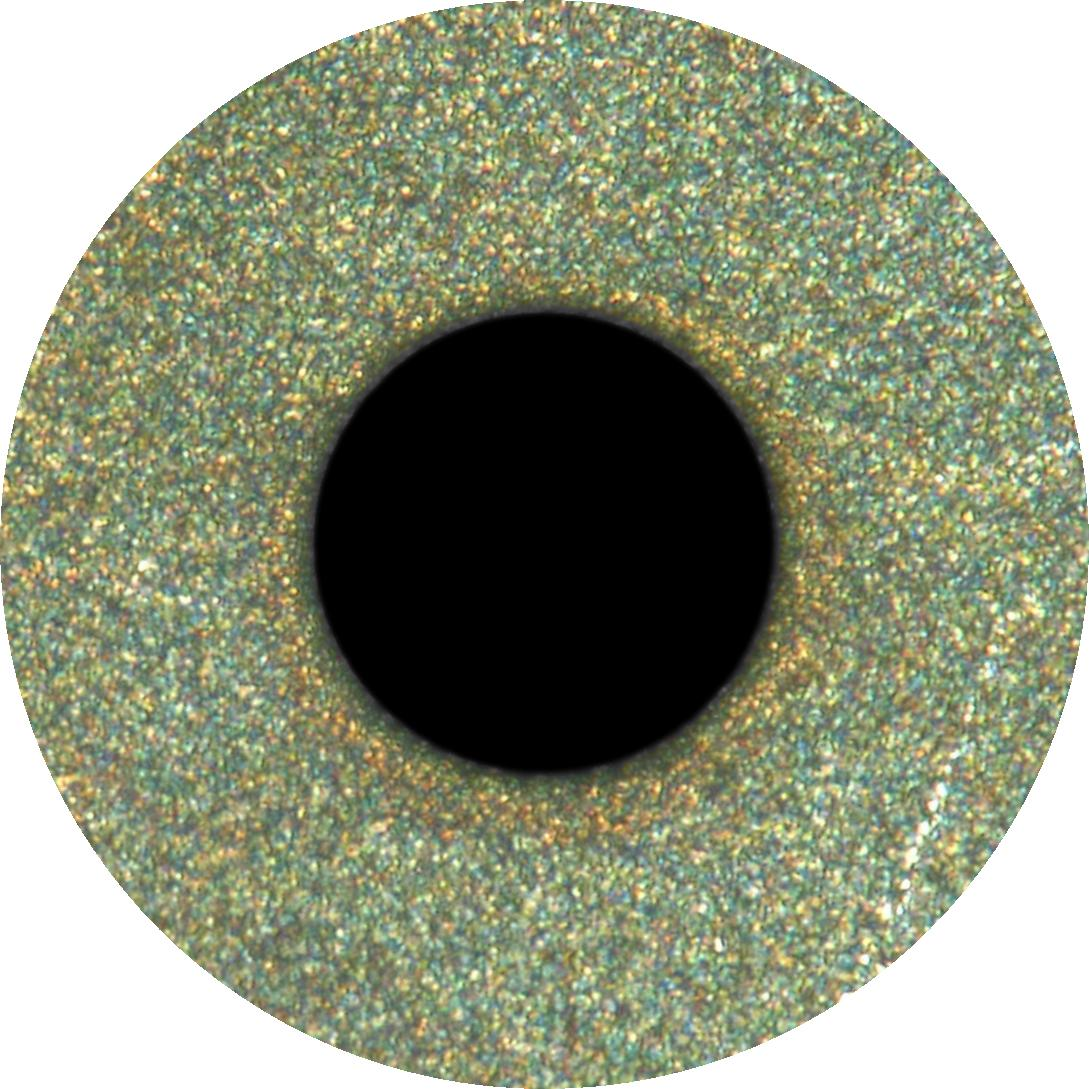
Photochemisch geätzte Lochblende mit einem Innendurchmesser von 90 Mikrometern
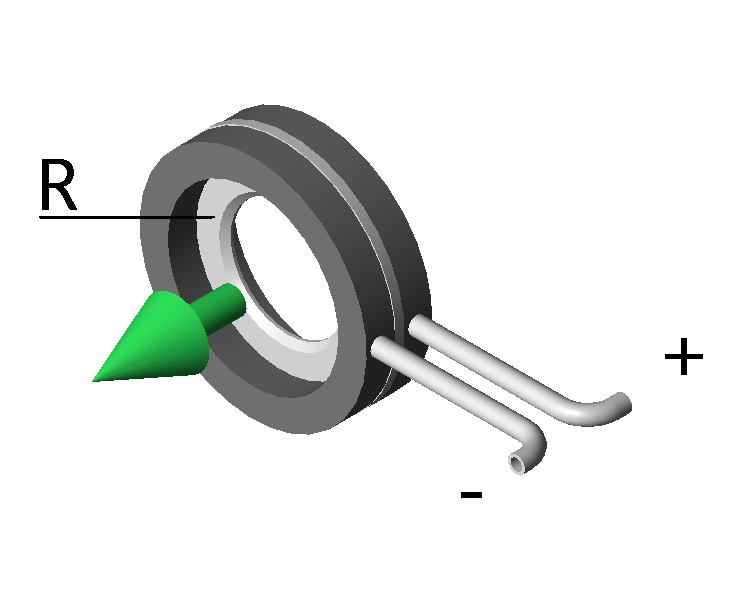
Messblende eines Durchflusssensors
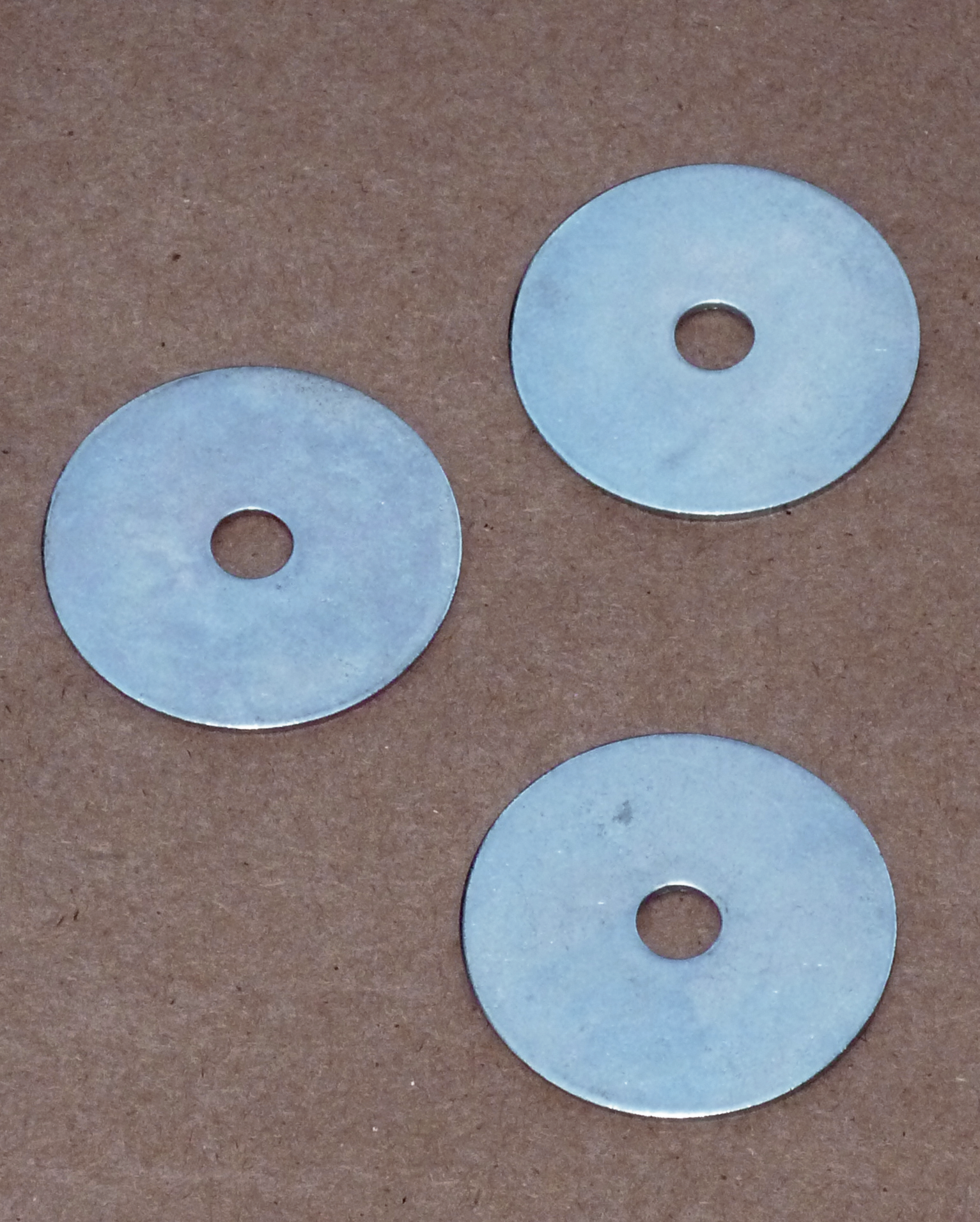
Drei Unterlegscheiben

### Lochscheiben mit mehreren Löchern
Lochscheiben mit mehreren Löchern werden vielfältig in Geräten eingesetzt:
- Fleischwolf
- Hartmannsche Lochblende
- Lochscheibensirene
- Nipkow-Scheiben
- Scheinerblende
- Teilapparate

Lochscheiben mit mehreren Löchern
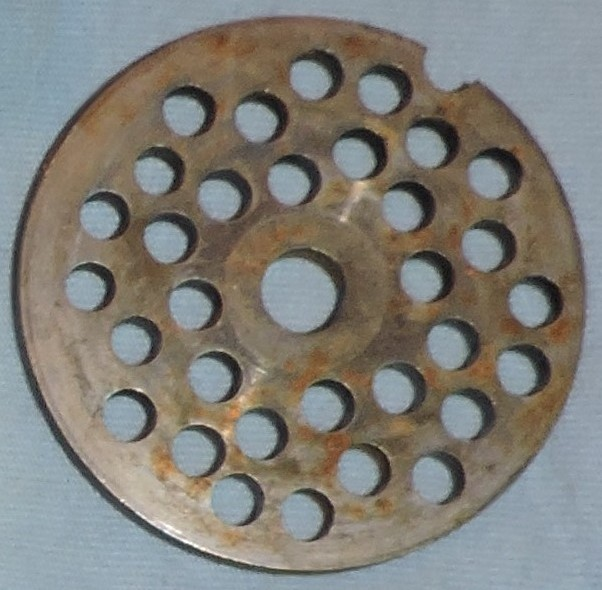
Lochscheibe des Schneidwerks eines Fleischwolfs
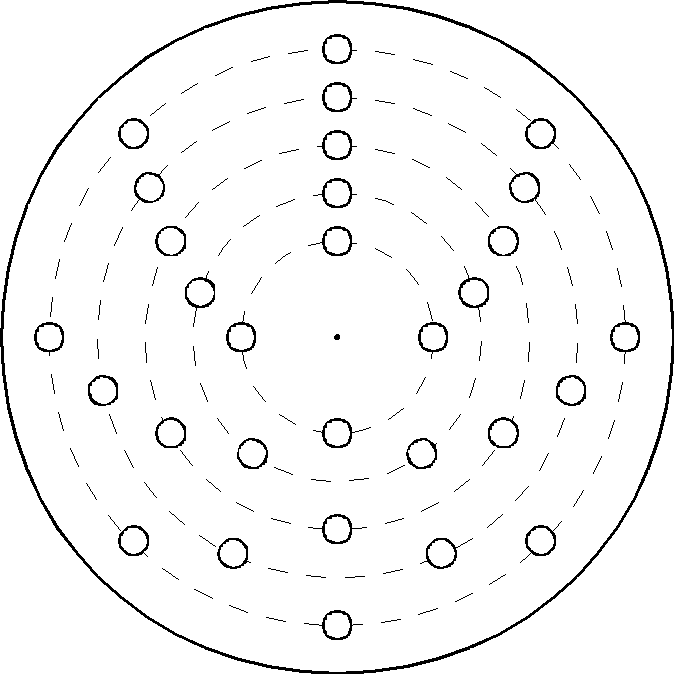
Zeichnung einer Lochscheibe für eine pneumatische Sirene
Nipkow-Scheibe für die Erzeugung von Bewegtbildern
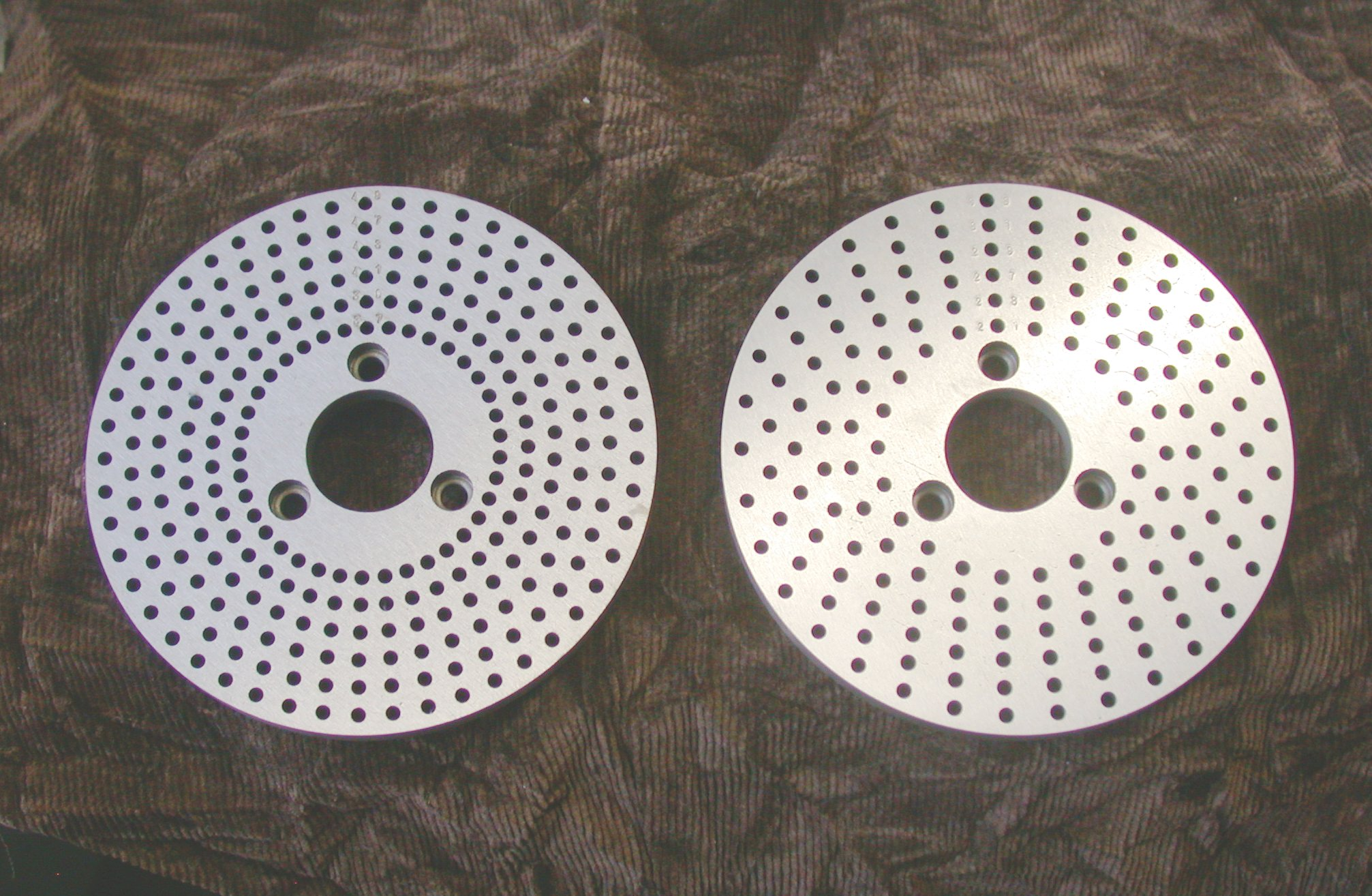
Zwei Lochscheiben eines Teilapparats